# Agathidium
Agathidium  (лат.) — род жуков семейства Лейодиды.

## Общие сведения
Мелкие жуки (2-4 мм) бурого цвета. В Северной и Центральной Америке известно более 100 видов этого рода жуков (Peck, 2001; Miller and Wheeler, 2005). 
Вид Agathidium pulchellum включён в Список жесткокрылых, занесённых в Красный список угрожаемых видов МСОП. 
Род этих жуков стал известен более широко после того, как энтомологи Келли Миллер (Kelly Miller) и Квентин Уилер (Quentin Wheeler) в 2005 году дали нескольким открытым ими новым для науки видам имена в честь крупных политиков того времени: Президента США Джорджа Буша (Agathidium bushi), Вице-президента Дика Чейни (Agathidium cheneyi), Министра обороны Дональда Рамсфелда (Agathidium rumsfeldi) и т.д.

## Систематика
Agathidium arcticum Thomson, 1862
Agathidium atrum (Paykull, 1798)
Agathidium badium Erichson, 1845
Agathidium bushi Miller et Wheeler, 2005
Agathidium cheneyi Miller et Wheeler, 2005
Agathidium confusum Brisout de Barneville, 1863
Agathidium convexum Sharp, 1866
Agathidium discoideum Erichson, 1845
Agathidium haemorrhoum Erichson, 1845
Agathidium laevigatum Erichson, 1845
Agathidium mandibulare Sturm, 1807
Agathidium marginatum Sturm, 1807
Agathidium nigrinum Sturm, 1807
Agathidium nigripenne (Fabricius, 1792)
Agathidium pallidum (Gyllenhal, 1827)
Agathidium pisanum Brisout de Barneville, 1872
Agathidium plagiatum (Gyllenhal, 1810)
Agathidium pulchellum Wankowicz, 1869
Agathidium rotundatum (Gyllenhal, 1827)
Agathidium rumsfeldi Miller et Wheeler, 2005
Agathidium seminulum (Linnaeus, 1758)
Agathidium vaderi Miller et Wheeler, 2005
Agathidium varians Beck, 1817